# Cécile Rigaux
Cécile Rigaux (Nogent-sur-Marne, 20 de abril de 1969) é uma ex-voleibolista indoor e jogadora de vôlei de praia francesa, no vôlei de quadra sagrou-se medalhista de prata nos Jogos do Mediterrâneo de 1993 na França, e também medalhista de prata no Campeonato Europeu de Vôlei de Praia de 1999 na Espanha.

## Carreira
Iniciou no voleibol de quadra, nas categorias de base do INSEP, como ponteira, depois na temporada de 1986-86 foi a capitã do PCVB, depois capitaneou o time do INSEP na jornada de 1986-87, transferindo-se e liderando o CVB de Francheville nas competições de 1987-88, de forma análoga no Racing Club de Cannes no período de 1987 a 1997, obtendo dois títulos nacionais e a partir de 1997 esteve no Biscarrosse OVB, e pela seleção francesa atuou de 1988 a 1995, completando 248 partidas disputadas, em 1993 conquistou a medalha de prata nos Jogos do Mediterrâneo sediado em Languedoque e Rossilhão.
Com Arcadia Berjonneau formou dupla para competir no vôlei de praia, e estrearam em 1996 no circuito mundial na Série Mundial de Jacarta e obteve a vigésima quinta posição, mesmo resultado que obtiveram na edição de 1997 no Aberto do Rio de Janeiro, na sequência formou dupla com Marie Tari, terminando na trigésima terceira posição no Campeonato Mundial de Los Angeles, assim como nos Abertos de Pescara e Espinho, e terminaram ainda em décimo sétimo lugar no Aberto de Marselha.
No circuito mundial de 1998, esteve ao lado de Anabelle Prawerman, obtendo o quadragésimo primeiro posto no Aberto de Vasto, o trigésimo terceiro posto no Aberto de Salvador, as vigésimas quintas posições nos Abertos do Rio de Janeiro, Osaka e Dalian, além das décima sétimas colocações nos Abertos de Toronto, Marselha e Espinho.
Na edição do Campeonato Europeu de Voleibol de Praia de 1999 em Palma de Maiorca, conquistou a medalha de prata com Anabelle Prawerman, e no Campeonato Mundial de Marselha, terminaram na décima sétima posição, e no circuito mundial, terminaram no vigésimo quinto posto nos Abertos de Toronto e Dalian, décimo sétimo posto nos Abertos de Salvador e Osaka, alcançando o décimo terceiro posto nos Abertos de Acapulco e Espinho.
Em 2000, com Anabelle Prawerman conquistou o quinto lugar na edição do Campeonato Europeu de Voleibol de Praia em Guecho-Bilbau disputaram eventos do circuito mundial, finalizaram na vigésima quinta posição no Aberto de Cagliari, no décimo sétimo lugar no Grand Slam de Chicago e nos Abertos de Rosarito, Gstaad, Berlim, Marselha e Dalian, a décima terceira posição nos Abertos de Osaka e Vitória, ainda foram nonas colocadas no Aberto de Espinho, mesma colocação obtida nos Jogos Olímpicos de Verão de 2000 em Sydney. Após anos sem competir no cenário internacional, retornou ao circuito mundial em 2010, ao lado de Marion Castelli no Aberto de Marselha.